# Taiga drama
Taiga drama (大河ドラマ, Taiga dorama, literalmente Grande Corrente Dramatica) é uma "novela" de época de longa duranção do canal estatal japonês NHK. As histórias tratam de (história do Japão: samurais, shoguns, e demais características da cultura). Iniciando em 1963 em preto-e-branco Hana no Shōgai, estrelando o ator kabuki Onoe Shōroku e Takarazuka, a rede contratou produtores, diretores, escritores, e diretores de música, além de muitos atores de séries. Os 45 minutos de show vão ao ar na NHK, todos os domingos às 8:00 h, com reprises no sábado à tarde as 13:05 por Satélite.

## Séries atuais
- Tenchijin (2009) - A história é focada em Naoe Kanetsugu, quem durante os séculos XVI e XVII serviu duas gerações dos daimyo Uesugi.

## Próximas séries
- Saka no Ueno Kumo (outono de 2009)
- Ryōma-den (2010) - Sakamoto Ryōma é considerado o pai da Marinha Imperial Japonesa. Ele auxiliou no que eventualmente se tornou a Restauração Meiji.
- Gō (2011) - sobre Ogō, sobrinha de Oda Nobunaga, mulher de Tokugawa Hidetada e irmã de Yodo-Dono segunda mulher de Toyotomi Hideyoshi.

## Lista de séries
| #  | Nome Ocidental            | Nome Kanji (ou Kana)         | Inicio                | Fim                    | Elenco                                                        | Notas Adicionais                                                                           |
| -- | ------------------------- | ---------------------------- | --------------------- | ---------------------- | ------------------------------------------------------------- | ------------------------------------------------------------------------------------------ |
| 1  | Hana no Shōgai            | 花の生涯                     | 7 de Abril de 1963    | 29 de Dezembro de 1963 | Shoroku Onoe (尾上松緑) Chikage Awashima                      | Preto-e-Branco                                                                             |
| 2  | Akō Rōshi                 | 赤穂浪士                     | 1 de Janeiro de 1964  | 27 de Dezembro de 1964 | Kazuo Hasegawa (長谷川一夫) Osamu Takizawa                    | Preto-e-Branco. O Taiga Drama mais visto da história.                                      |
| 3  | Taikōki                   | 太閤記                       | 3 de janeiro de 1965  | 26 de Dezembro de 1965 | Ken Ogata Kōji Takahashi(高橋幸治)                            | Preto-e-Branco                                                                             |
| 4  | Minamoto no Yoshitsune    | 源義経                       | 2 de Janeiro de 1966  | 25 de Dezembro de 1966 | Kikunosuke Onoe (尾上菊之助) Junko Fuji (藤純子)              | Preto-e-Branco                                                                             |
| 5  | San Shimai                | 三姉妹                       | 1 de Janeiro de 1967  | 24 de Dezembro de 1967 | Mariko Okada (岡田茉莉子) Shiho Fujimura                      | Preto-e-Branco                                                                             |
| 6  | Ryōma ga Yuku             | 竜馬がゆく                   | 7 de Janeiro de 1968  | 29 de Dezembro de 1968 | Kin'ya Kitaōji Ruriko Asaoka                                  | Preto-e-Branco                                                                             |
| 7  | Ten to Chi to             | 天と地と                     | 5 de Janeiro de 1969  | 28 de Dezembro de 1969 | Koji Ishizaka (石坂浩二) Kōji Takahashi(高橋幸治)             | Cores (Transmissões posteriores são em cores)                                              |
| 8  | Mominoki wa Nokotta       | 樅の木は残った               | 4 de Janeiro de 1970  | 27 de Dezembro de 1970 | Mikijiro Hira (平幹二朗) Sayuri Yoshinaga                     |                                                                                            |
| 9  | Haru no Sakamichi         | 春の坂道                     | 3 de Janeiro de 1971  | 26 de Dezembro de 1971 | Kinnosuke Yorozuya                                            |                                                                                            |
| 10 | Shin Heike Monogatari     | 新・平家物語                 | 2 de Janeiro de 1972  | 24 de Dezembro de 1972 | Tatsuya Nakadai                                               |                                                                                            |
| 11 | Kunitori Monogatari       | 国盗り物語                   | 7 de Janeiro de 1973  | 30 de Dezembro de 1973 | Keiko Matsuzaka Yoshiko Mita                                  |                                                                                            |
| 12 | Katsu Kaishū              | 勝海舟                       | 6 de Janeiro de 1974  | 29 de Dezembro de 1974 | Tetsuya Watari (渡哲也) Hiroki Matsukata                      |                                                                                            |
| 13 | Genroku Taiheiki          | 元禄太平記                   | 6 de Janeiro de 1975  | 29 de Dezembro de 1975 |                                                               |                                                                                            |
| 14 | Kaze to Kumo to Niji to   | 風と雲と虹と                 | 4 de Janeiro de 1976  | 26 de Dezembro de 1976 | Ken Ogata Go Kato (加藤剛)                                    |                                                                                            |
| 15 | Kashin                    | 花神                         | 2 de Janeiro de 1977  | 25 de Dezembro de 1977 | Umenosuke Nakamura (中村梅之助) Masatoshi Nakamura (中村雅俊) |                                                                                            |
| 16 | Ōgon no Hibi              | 黄金の日日                   | 8 de Janeiro de 1978  | 24 de Dezembro de 1978 | Somegoro Ichikawa (市川染五郎)                                |                                                                                            |
| 17 | Kusa Moeru                | 草燃える                     | 7 de Janeiro de 1979  | 23 de Dezembro de 1979 | Koji Ishizaka (石坂浩二) Shima Iwashita                       |                                                                                            |
| 18 | Shishi no Jidai           | 獅子の時代                   | 6 de Janeiro de 1980  | 21 de Dezembro de 1980 | Go Kato (加藤剛)                                              |                                                                                            |
| 19 | Onna Taikōki              | おんな太閤記                 | 11 de Janeiro de 1981 | 20 de Dezembro de 1981 | Toshiyuki Nishida Masatoshi Nakamura (中村雅俊)               |                                                                                            |
| 20 | Tōge no Gunzō             | 峠の群像                     | 10 de Janeiro de 1982 | 19 de Dezembro de 1982 | Ken Ogata Ken Matsudaira                                      |                                                                                            |
| 21 | Tokugawa Ieyasu           | 徳川家康                     | 9 de Janeiro de 1983  | 18 de Dezembro de 1983 | Sakae Takita (滝田栄) Tetsuya Takeda (武田鉄矢)               |                                                                                            |
| 22 | Sanga Moyu                | 山河燃ゆ                     | 8 de Janeiro de 1984  | 23 de Dezembro de 1984 | Koshiro Matsumoto Kenji Sawada                                | Primeira (até agora) Taiga drama baseado somente no Período Shōwa da II Gerra Mundial      |
| 23 | Haruno Hatō               | 春の波涛                     | 6 de Janeiro de 1985  | 15 de Dezembro de 1985 | Morio Kazama (風間杜夫) Keiko Matsuzaka                       |                                                                                            |
| 24 | Inochi                    | いのち                       | 5 de Janeiro de 1986  | 14 de Dezembro de 1986 | Yoshiko Mita Koji Yakusho                                     |                                                                                            |
| 25 | Dokuganryū Masamune       | 独眼竜政宗                   | 4 de Janeiro de 1987  | 13 de Dezembro de 1987 | Ken Watanabe Kumiko Goto (後藤久美子)                         |                                                                                            |
| 26 | Takeda Shingen            | 武田信玄                     | 10 de Janeiro de 1988 | 18 de Dezembro de 1988 | Kiichi Nakai Misako Konno                                     |                                                                                            |
| 27 | Kasuga no Tsubone         | 春日局                       | 1 de Janeiro de 1989  | 17 de Dezembro de 1989 | Shinji Yamashita (山下真司) Aiko Nagayama (長山藍子)          | Primeira representação de um Taiga drama.                                                  |
| 28 | Tobu ga Gotoku            | 翔ぶが如く                   | 7 de Janeiro de 1990  | 9 de Dezembro de 1990  | Takeshi Kaga Hideki Takahashi                                 |                                                                                            |
| 29 | Taiheiki                  | 太平記                       | 6 de Janeiro de 1991  | 25 de Dezembro de 1991 | Hiroyuki Sanada Yasuko Sawaguchi                              |                                                                                            |
| 30 | Nobunaga                  | 信長                         | 5 de Janeiro de 1992  | 13 de Dezembro de 1992 | Naoto Ogata (緒形直人) Momoko Kikuchi (菊池桃子)              |                                                                                            |
| 31 | Ryūkyū no Kaze            | 琉球の風                     | 10 de Janeiro de 1993 | 13 Junho - 1993        | Higashiyama Noriyuki (東山紀之) Watabe Atsuro (渡部篤郎)      | Primeira parte de três                                                                     |
| 32 | Homura Tatsu              | 炎立つ                       | 4 de Julho de 1993    | 13 Março - 1994        | Watanabe Ken Hiroaki Murakami                                 | Segunda parte de três. Também teve a ultima estreia de um Taiga drama.                     |
| 33 | Hana no Ran               | 花の乱                       | 3 de Abril de 1994    | 25 de Dezembro de 1994 | Yoshiko Mita Ichikawa Danjūrō XII                             | Conclusão da parte três da série. Foi a menos vista Taiga Drama na história da NHK.        |
| 34 | Hachidai Shōgun Yoshimune | 八代将軍吉宗                 | 8 de Janeiro de 1995  | 10 de Dezembro de 1995 | Toshiyuki Nishida Nenji Kobayashi (小林稔侍)                  | Sobre o Shogun Tokugawa Yoshimune.                                                         |
| 35 | Hideyoshi                 | 秀吉                         | 7 de Janeiro de 1996  | 22 de Dezembro de 1996 | Naoto Takenaka Yasuko Sawaguchi                               | 49 episódios sobre a vida de Hideyoshi.                                                    |
| 36 | Mōri Motonari             | 毛利元就                     | 5 de Janeiro de 1997  | 14 de Dezembro de 1997 | Hashinosuke Nakamura (中村橋之助) Yasuko Tomita (富田靖子)    |                                                                                            |
| 37 | Tokugawa Yoshinobu        | 徳川慶喜                     | 4 de Janeiro de 1998  | 13 de Dezembro de 1998 | Motoki Masahiro(本木雅弘) Ishida Hikari                       |                                                                                            |
| 38 | Genroku Ryōran            | 元禄繚乱                     | 1 de Janeiro de 1999  | 12 de Dezembro de 1999 | Nakamura Kanzaburo Ken Matsudaira                             |                                                                                            |
| 39 | Aoi Tokugawa Sandai       | 葵徳川三代                   | 9 de Janeiro de 2000  | 17 de Dezembro de 2000 | Masahiko Tsugawa Toshiyuki Nishida                            | Primeira série a ser transmitida em Alta Definição. Futuras sérias são transmitidas em HD. |
| 40 | Hōjō Tokimune             | 北条時宗                     | 7 de Janeiro de 2001  | 9 de Dezembro de 2001  | Izumi Motoya(和泉元彌) Watabe Atsuro(渡部篤郎)                |                                                                                            |
| 41 | Toshiie to Matsu          | 利家とまつ～加賀百万石物語～ | 6 de Janeiro de 2002  | 15 de Dezembro de 2002 | Toshiaki Karasawa Nanako Matsushima                           |                                                                                            |
| 42 | Musashi                   | 武蔵 MUSASHI                 | 5 de Janeiro de 2003  | 7 de Dezembro de 2003  | Shinnosuke Ichikawa (市川新之助) Ryoko Yonekura               |                                                                                            |
| 43 | Shinsengumi!              | 新撰組!                      | 11 de Janeiro de 2004 | 12 de Dezembro de 2004 | Shingo Katori Koji Yamamoto                                   |                                                                                            |
| 44 | Yoshitsune                | 義経                         | 9 de Janeiro de 2005  | 11 de Dezembro de 2005 | Hideaki Takizawa Kiichi Nakai                                 |                                                                                            |
| 45 | Kōmyō ga Tsuji            | 功名が辻                     | 8 de Janeiro de 2006  | 10 de Dezembro de 2006 | Yukie Nakama Takaya Kamikawa (上川隆也)                       |                                                                                            |
| 46 | Fūrin Kazan               | 風林火山                     | 7 de Janeiro de 2007  | 9 de Dezembro de 2007  | Masaaki Uchino (内野聖陽) Gackt                               |                                                                                            |
| 47 | Atsuhime                  | 篤姫                         | 6 de Janeiro de 2008  | 21 de Dezembro de 2008 | Aoi Miyazaki                                                  |                                                                                            |
| 48 | Tenchijin                 | 天地人                       | 4 de Janeiro de 2009  | 22 de Novembro de 2009 | Satoshi Tsumabuki                                             |                                                                                            |
| 49 | Ryōmaden                  | 龍馬伝                       | 3 de Janeiro de 2010  | 28 de Novembro de 2010 | Masaharu Fukuyama(福山雅治)                                   |                                                                                            |
| 50 | Gō                        | 江〜姫たちの戦国〜           | 9 de Janeiro de 2011  | 27 de Novembro de 2011 | Juri Ueno(上野樹里)                                           |                                                                                            |
| 51 | Taira no Kiyomori         | 平清盛                       | 2012                  | 2012                   | Kenichi Matsuyama(松山ケンイチ)                               |                                                                                            |

## Taiga drama no século XXI
Saka no Ue no Kumo Foi inicialmente prevista para ser transmitida em 2006. No entanto, o roteirista da série cometeu suicídio, causando um atraso na produção. A série será transmitida em três partes, cada parte debatidas durante o último mêses do ano.
| Titulo                            | Episódios | Inicio                 | Fim                    | Elenco      |
| --------------------------------- | --------- | ---------------------- | ---------------------- | ----------- |
| Saka no Ue no Kumo pt1 坂の上の雲 | 5 eps     | 29 de Novembro de 2009 | 27 de Dezembro de 2009 | Hiroshi Abe |
| Saka no Ue no Kumo pt2            | 4 eps     | Outono 2010            | Outono 2010            |             |
| Saka no Ue no Kumo pt3            | 4 eps     | Outono 2011            | Outono 2011            |             |

## Séries recentes

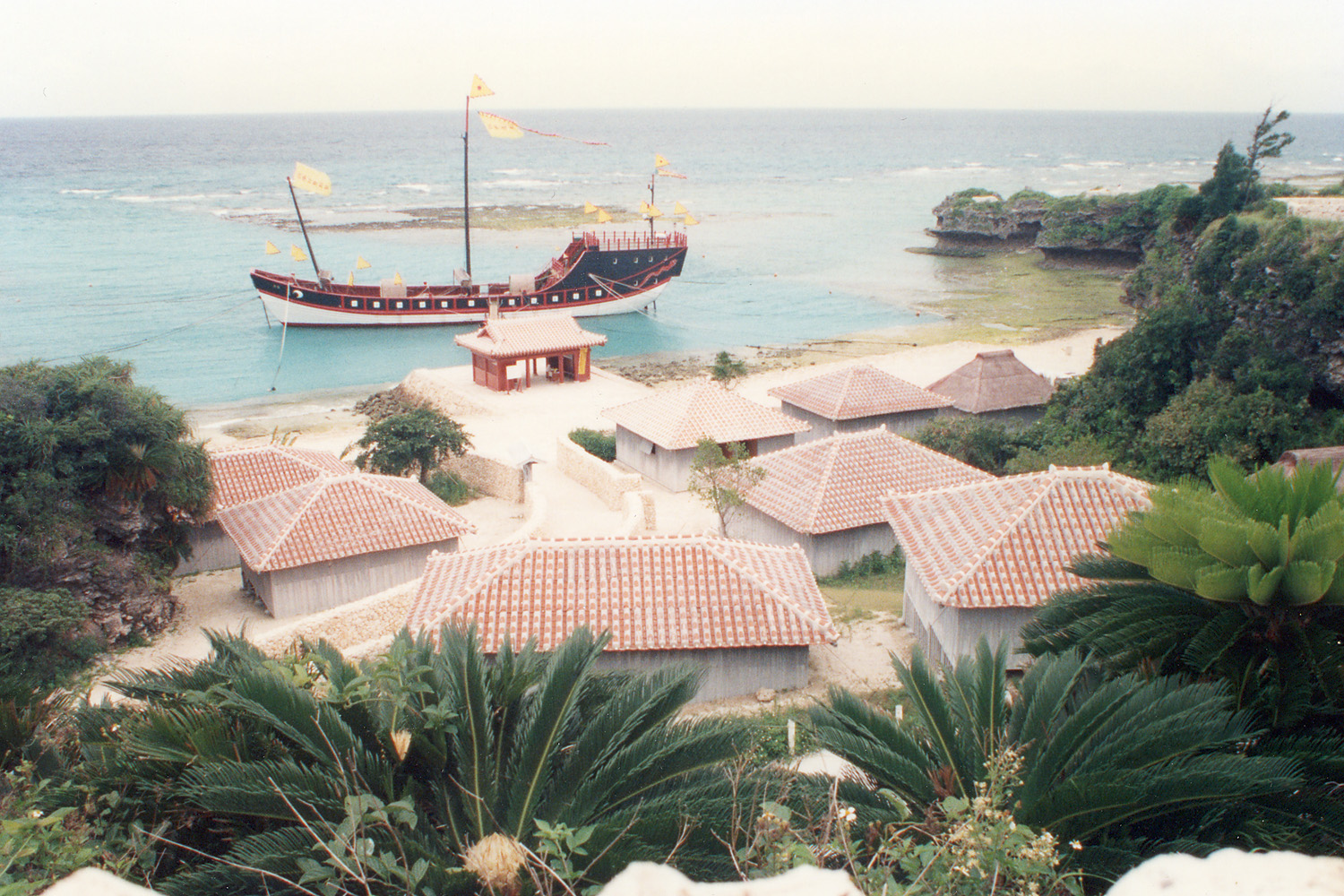
O set de Ryūkyū no Kaze (1993) é agora um parque em Okinawa.

- Atsuhime (2008) - estrelado por Aoi Miyazaki. Aoi interpreta o papel de Tenshōin, a esposa de Tokugawa Iesada (1824-1858), o 13.º Shogun. Ela é também a mais nova artista da historia do taiga drama, batendo o record de Hideaki Takizawa quando ele estrelou em Yoshitsune.
- Fūrin Kazan (2007). Baseado em Yasushi Inoue um best-seller romance historico, este drama é a historia de Yamamoto Kansuke, que alcançou um elevado grau como guerreiro pelo exercito.
- Kōmyō-ga-tsuji: Yamauchi Kazutoyo no Tsuma. Kamikawa Takaya representa o papel de Yamauchi Kazutoyo, o comandante militar e daimyo que assumiu a Província de Tosa e construiu o Castelo Kochi. Nakama Yukie interpretou o papel de Chiyo, a esposa que sempre apoiava Kazutoyo. A historia de Shiba Ryotaro encerra o Perídodo Sengoku e o Período Azuchi-Momoyama, e inicia o Período Edo.
- Yoshitsune (2005). Takizawa Hideaki estrela no papel de Minamoto no Yoshitsune; Matsudaira Ken interpreta Musashibō Benkei. O roteiro é por Kaneko Naruto, baseado no original de Miyao Tomiko. Vladimir Ashkenazy conduziu a NHK orquestra sinfonica no tema da usica de Iwashiro Tarō. O primeiro Taiga drama da NHK sobre o assunto foi em 1966.
- Shinsengumi! (2004). Katori Shingo apareceu como Kondō Isami; Yamamoto Kōji interpreta Hijikata Toshizō; Fujiwara Tatsuya interpreta o tragico jovem Okita Sōji.
- 武蔵 MUSASHI (2003). O ator Kabuki Ichikawa Shinnosuke VII detinha o papel como o espadachim Miyamoto Musashi, que viveu no Período Sengoku e iniciou o Período Edo. A série foi baseada na novela de Yoshikawa Eiji que formou a base da ficção moderna baseada nos eventos da vida de Musashi. Esta foi a primeira Taiga Drama a ter um título em ambos as ecritas kanji e Alfabeto latino.
- Toshiie and Matsu (2002). Karasawa Toshiaki é Maeda Toshiie e Matsushima Nanako é Matsu onde reconta o estabelecimento do Shogunato Tokugawa do ponto de vista de um daimyo de fora.
- Hōjō Tokimune (2001). O Ator Izumi Motoya interpreta Hōjō Tokimune, num elenco que incluia Ken Watanabe. Maior evento na série incluia a Invasão Mongol no Japão.
- Aoi Tokugawa Sandai (2000). O ator veterano Tsugawa Masahiko, que estava com 60 no ano 2000, reprisou o papel de Tokugawa Ieyasu, que ele assumiu no Taiga Drama em 1987 e teve um outro papel na ocasião. Nishida Toshiyuki interpreta seu filho Tokugawa Hidetada. Nishida teve nove outros papéis no Taiga dramas, incluindo a lideranço no Hachidai Shogun Tokugawa Yoshimune. Charles Dutoit conduziu a Orquestra Sinfonica da NHK.
- Genroku Ryōran (1999). O ator Kabuki Nakamura Kankurō V interpretou Oishi Kuranosuke nesta história do período Genroku no qual ocorreu os eventos dos 47 Ronin.